# Штормовской сельский совет
Штормовской сельский совет (укр. Штормівська сільська рада, крымскотат. Qart Biy köy şurası) — согласно законодательству Украины — административно-территориальная единица в Сакском районе Автономной Республики Крым.
Население сельсовета по переписи 2001 года — 2301 человек, площадь — 136,7 км².
К 2014 году состоял из 5 сёл:
- Штормовое
- Крыловка
- Поповка
- Приветное
- Хуторок

## История
Штормовской сельский совет, как Фрунзенский, был создан между 1968 годом, когда он ещё не существовал и 1974 годом, когда совет уже описан в книге «Історія міст і сіл Української РСР. Том 26, Кримська область.». На тот год в его составе числилось 4 села:

| - Крыловка - Поповка | - Приветное - Штормовое |

К 1977 году в состав добавились посёлок Мирный и село Хуторок. В период с 1 января по 1 июня того же года Фрунзенский сельсовет переименовали в Штормовской, а Мирный переподчинили Евпаторийскому горсовету.
С 12 февраля 1991 года сельсовет в восстановленной Крымской АССР, 26 февраля 1992 года переименованной в Автономную Республику Крым. С 21 марта 2014 года в составе Крыма аннексирован Россией. Законом «Об установлении границ муниципальных образований и статусе муниципальных образований в Республике Крым» от 4 июня 2014 года территория административной единицы была объявлена муниципальным образованием со статусом сельского поселения.